# John Graham (Botaniker)
John Graham (* 1805 in Dumfriesshire; † 28. Mai 1839 in Khandalla) war ein britischer Verwaltungsangestellter in Indien und Botaniker. Sein offizielles botanisches Autorenkürzel lautet „J.Graham“.
Graham ging 1826 nach Indien, wo er kurz nach seiner Ankunft zum stellvertretenden Postmeister von Bombay ernannt wurde. Außerdem wurde er Oberaufseher des neu gegründeten Botanischen Gartens von Bombay, den er durch eigene Sammlung erweiterte. Er starb nach kurzer Krankheit, während er einen Katalog der Pflanzen der Gegend um Bombay drucken ließ, der von seinem Freund J. Nimmo vollendet wurde.

## Schriften
- A catalogue of the plants growing in Bombay and its vicinity; spontaneous, cultivated or introduced, as far as they have been ascertained, Bombay, Government Press 1839, Biodiversity Library